# Anthony Ralston
Anthony Ralston (Bellshill, 16 november 1998) is een Schots voetballer die bij voorkeur als rechtsback speelt. Hij brak in 2015 door vanuit de jeugd van Celtic. Hij is sinds 2021 international voor het Schots voetbalelftal.

## Clubcarrière

### Celtic
Anthony Ralston speelde tot 2015 in de jeugd van Celtic. Hij werd in het seizoen 2015/16 voor een halfjaar verhuurd aan Queen's Park, waar hij op 15 augustus 2015 tegen Clyde FC zijn debuut maakte in het profvoetbal. Hij scoorde op 26 september tegen Stirling Albion zijn eerste doelpunt in het betaalde voetbal. Hij speelde vijftien wedstrijden voor Queen's Park voor hij in de winter van 2016 weer terugkeerde bij Celtic.
Hier maakte hij op 11 mei tegen St. Johnstone zijn debuut voor Celtic. Hij speelde vervolgens anderhalf jaar bij Celtic, maar kwam daarin tot slechts negen wedstrijden in alle competities. Hij werd daarom voor de restant van het seizoen 2017/18 verhuurd aan Dundee United. Hier speelde hij 15 wedstrijden en scoorde hij tweemaal.
In het seizoen 2018/2019 maakt hij zijn eerste competitiedoelpunt voor Celtic. Op 19 december 2019 scoorde hij in de 28e minuut de 1-0 tegen Motherwell. Toch speelde hij in anderhalf seizoen opnieuw slechts negen wedstrijden voor Celtic, waardoor hij opnieuw verhuurd werd, ditmaal aan Premiership-team St. Johnstone. Hier kwam hij tot 24 wedstrijden op het hoogste niveau.
In het seizoen 2021/22 was Ralston basisspeler en speelde hij 47 wedstrijden in alle competities, waaronder de Champions League. In de twee seizoenen erna was Ralston geen onbetwist basisspeler, maar kwam hij tot tweemaal achttien wedstrijden in alle competities.

## Clubstatistieken
| Seizoen | Club            | Competitie   | Competitie | Competitie | Beker | Beker | Internationaal | Internationaal | Totaal | Totaal |
| Seizoen | Club            | Competitie   | Wed.       | Dlp.       | Wed.  | Dlp.  | Wed.           | Dlp.           | Wed.   | Dlp.   |
| ------- | --------------- | ------------ | ---------- | ---------- | ----- | ----- | -------------- | -------------- | ------ | ------ |
| 2015/16 | → Queen's Park  | League Two   | 11         | 1          | 4     | 0     | —              | —              | 15     | 1      |
| 2015/16 | Celtic          | Premiership  | 1          | 0          | 0     | 0     | —              | —              | 1      | 0      |
| 2016/17 | Celtic          | Premiership  | 1          | 0          | 1     | 1     | —              | —              | 2      | 0      |
| 2017/18 | Celtic          | Premiership  | 3          | 0          | 2     | 1     | 2              | 0              | 7      | 1      |
| 2017/18 | → Dundee United | Championship | 15         | 2          | 0     | 0     | —              | —              | 15     | 2      |
| 2018/19 | Celtic          | Premiership  | 4          | 1          | 1     | 0     | —              | —              | 5      | 1      |
| 2019/20 | Celtic          | Premiership  | 2          | 0          | 0     | 0     | 2              | 0              | 4      | 0      |
| 2019/20 | → St. Johnstone | Premiership  | 22         | 0          | 2     | 0     | —              | —              | 24     | 0      |
| 2020/21 | Celtic          | Premiership  | 1          | 0          | 0     | 0     | —              | —              | 1      | 0      |
| 2021/22 | Celtic          | Premiership  | 28         | 4          | 7     | 0     | 12             | 1              | 47     | 5      |
| 2022/23 | Celtic          | Premiership  | 16         | 0          | 2     | 0     | 0              | 0              | 18     | 0      |
| 2023/24 | Celtic          | Premiership  | 15         | 0          | 3     | 0     | 0              | 0              | 18     | 0      |
| Totaal  | Totaal          | Totaal       | 119        | 8          | 22    | 2     | 16             | 1              | 157    | 11     |

Bijgewerkt op 25 juni 2024.

## Interlandcarrière
Ralston kwam uit voor diverse Schotse nationale jeugdploegen. Hij werd op 7 juni 2024 door bondscoach Steve Clarke opgenomen in de Schotse selectie voor het EK 2024 in Duitsland. Schotland werd in de groepsfase uitgeschakeld na nederlagen tegen Duitsland (5–1) en Hongarije (0–1) en een gelijkspel tegen Zwitserland (1–1). Ralston kwam iedere wedstrijd in actie.
1 Schmeichel ·
2 Johnston ·
3 Taylor ·
5 Scales ·
6 Trusty ·
7 Palma ·
8 Furuhashi ·
9 Idah ·
10 Kühn ·
12 Sinisalo ·
13 Yang ·
14 McCowan ·
15 Holm ·
17 Nawrocki ·
20 Carter-Vickers ·
27 Engels ·
28 Bernardo ·
29 Bain ·
38 Maeda ·
41 Hatate ·
42 McGregor  ·
49 Forrest ·
56 Ralston ·
57 Welsh ·
Coach: Rodgers
1 Gunn ·
2 Ralston ·
3 Robertson  ·
4 McTominay ·
5 Hanley ·
6 Tierney ·
7 McGinn ·
8 McGregor ·
9 Shankland ·
10 Adams ·
11 Christie ·
12 Kelly ·
13 Hendry ·
14 Gilmour ·
15 Porteous ·
16 Cooper ·
17 Armstrong ·
18 Morgan ·
19 Conway ·
20 Jack ·
21 Clark ·
22 McCrorie ·
23 McLean ·
24 Taylor ·
25 Forrest ·
26 McKenna ·
Coach: Clarke